# Sweet Charity
Este es un artículo sobre un musical. Para la película de 1969, vea Sweet Charity (película).
Sweet Charity es un musical dirigido y coreografiado por Bob Fosse, con música de Cy Coleman, letras de Dorothy Fields, y libreto de Neil Simon. Está basado en el guion de Las noches de Cabiria, película de Federico Fellini.
La producción original fue presentada el 29 de enero de 1966 en el Palace Theatre y contó con 608 representaciones. Protagonizado por Gwen Verdon, John McMartin, Helen Gallagher, Thelma Oliver, James Luisi, Arnold Soboloff, y Sharon Ritchie. La producción fue nominada para 12 Premios Tony, ganando a la mejor coreografía. El show hizo una presentación en Londres en el Prince of Wales Theatre, en 1967, protagonizando Juliet Prowse.

## Sinopsis
Sweet Charity trata de la aventuras de Charity Hope Valentine, una bailarina exótica de un salón de baile exótico llamado "Fandango Ballroom" en Nueva York.

### Acto I
El musical comienza en Central Park, donde Charity, una chica con un bolso y un corazón tatuado en el brazo izquierdo, se encuentra con su novio Charlie. Mientras Charlie piensa en silencio sobre sí mismo, Charity canta para sí misma y se imagina diciéndole lo hermoso que él es ("You Should See Yourself"). Charlie entonces le roba su bolso y la tira al lago para después salir corriendo. Los transeúntes se dan cuenta de su ahogamiento, pero nadie hace nada hasta que un joven español la rescata.
En el Fandango Ballroom, Charity intenta convencerse y convencer a las otras chicas de que Charlie trató de salvarla. Nickie, una bailarina, le dice que su problema es que «llevas tu corazón como si fuera un hotel, siempre consigues gente que se registra y luego se va». El mánager, Herman, llega y les dice que es hora de trabajar. En el más famoso de los actos musicales, "Hey Big Spender", donde las chicas más sexis hacen proposiciones a los que pasan ante el Fandango Ballroom. Helene y Nickie tratan de confortar a Charity acerca de la ausencia de Charlie ("Charity's Soliloquy")
En una calle de Nueva York, después de trabajar, Charity da a cada mendigo que se acerca a ella hasta que ella comprende que no tiene dinero. Justo entonces, el actor de cine Vittorio Vitali sale precipitadamente del gran Pompeii Club en persecución de su hermosa novia, Ursula. Ursula se niega a regresar con Vittorio, quien prontamente toma a la sola demasiado dispuesta Charity. Dentro del Pompeii Club, las bailarinas están bailando ("The Rich Man's Frug"). Todos quedan atónitos, cuando Charity se sienta con el famoso Vittorio Vitali. Ella trata de dirigirlo lejos del problema con Ursula, finalmente, él la invita a bailar. Sin haber comido nada desde el desayuno, Charity se desmaya. Hay un acuerdo general entre los bailarines de que ella tiene que guardar reposo y Charity se recupera lo suficiente en el apartamento de Vitali.
Acostada en la cama de Vittorio, Charity de repente no tiene hambre y admite que es bailarina de un salón de baile erótico. Vittorio es conmovido por su humor y honestidad. Totalmente anonadada, Charity le pide una foto autografiada para demostrarle a las chicas que ella de verdad estuvo en su apartamento. Mientras él busca lo pedido, Charity comenta sobre su buena fortuna ("If My Friends Could See Me Now"). Ursula llega a disculparse por sus celos; Charity se esconde en un armario después de que Vittorio le abra la puerta a Ursula. Mientras Charity está en el armario, Vittorio y Ursula hacen el amor en la cama. La mañana siguiente, Charity es acompañada a retirarse por un ayudante de Vitali.
En el salón de baile, las chicas están decepcionadas porque Charity no le sacó provecho a Vittorio. Nickie le dice que ella no va a tener ese trabajo para el resto de su vida, e induce a las otras a especular sobre otro tipo de carreras ("There's Gotta Be Something Better Than This"), pero Herman las devuelve a la realidad.
Charity decide buscar un poco de iluminación cultural en el albergue de la YMCA que hay junto a la calle 92, donde se queda atascada en un ascensor junto con un asustado contable fiscal, Oscar Lindquist. Mientras intenta calmarlo, Charity descubre que él no está casado y le declara prontamente: «Oh Oscar... todo saldrá bien». Cuando este logra calmar su claustrofobia ("I'm the Bravest Individual"), la pareja se funde en el pánico cuando las luces se apagaron.

### Acto II
En el ascensor roto, Oscar y Charity son finalmente rescatados cuando este comienza a funcionar de nuevo. Oscar invita a Charity a ir a la iglesia con él, en el cual ella acepta vacilando. Cuando van de regreso de la iglesia bajo el puente de Manhattan, escuchan los débiles gritos de otras personas atrapadas en el ascensor. El ritmo de la vida resulta ser una delgada apariencia sobre la cultura hippie. Una redada policial pone fin al encuentro; en el metro cuando iban a sus casas, Oscar propone otra cita e intenta adivinar el empleo de Charity, para acabar decidiendo que trabaja en un banco. Charity miente, diciendo que trabaja para el First National City Bank, sucursal de Williamsburg. Por su parte Oscar le besa la mano y duda de su dulce Charity (Sweet Charity).
Dos semanas después, Oscar y Charity siguen viéndose, pero ella todavía no le ha dicho como en realidad hace para ganarse la vida. En el parque de diversiones de Coney Island quedan atrapados de nuevo, cuando la atracción "salto en paracaídas" se rompe. Esta vez Oscar está calmado, mientras que Charity está asustada (teme estar empezando a depender de él).
Una vez más Charity pierde su miedo a decirle en qué trabaja realmente y la multitud contempla el beso de la pareja. En una noche tranquila en el Fandango, Charity es vencida por una nueva chica, Rosie, con uno de los pocos clientes. Luego disgustada por todo el negocio, renuncia. Pero una vez en Times Square, se pregunta cuál es la alternativa("Where Am I Going?"). Le envía un telegrama a Oscar, preguntándole si quería encontrarse con ella en el Barney's Chile Hacienda. Admite que es bailarina exótica y él admite que ya lo sabía, porque una noche la había seguido y visto bailar. Eso no le interesa y quiere casarse con ella. Charity cae en júbilo ("I'm A Brass Band") y llena una maleta que tiene impreso "recién casados".
Tras una fiesta de despedida en el "Fandango Ballroom" ("I Love to Cry at Weddings"), Charity y Oscar caminan por el parque en donde Oscar anuncia que no puede seguir con la boda, diciendo que es incapaz de dejar de pensar sobre "los otros hombres". Eventualmente, la empuja a ella al lago y sale corriendo. Emergiendo del lago, Charity, habla directamente a la audiencia, preguntando "¿Han tenido alguna vez uno de esos días?". Dándose cuenta de que a diferencia de Charlie, Oscar no le robo la cartera, se encoge de hombros y repite su baile de apertura.
El escenario queda oscuro, excepto tres letreros de neón que dicen: «Y así vivió... esperanzadoramente... por siempre después».

## Números musicales
| Act I - "Overture" - "Charity's Theme" - "You Should See Yourself" - Charity - "Big Spender" - Nickie, Helene and Fandango Girls - "Charity's Soliloquy" - Charity - "Rich Man's Frug" - The Company - "If My Friends Could See Me Now" - Charity - "Too Many Tomorrows" - Vittorio Vidal - "There's Gotta Be Something Better Than This" - Charity, Nickie and Helene - "I'm The Bravest Individual" - Charity and Oscar | Act II - "The Rhythm Of Life" - Daddy Johann Sebastian Brubeck, Daddy's Assistants, Daddy's All-Girl Rhythm Choir and The Company - "Good Impression" - Oscar - "Baby, Dream Your Dream" - Nickie and Helene - "Sweet Charity" - Oscar and The Company - "Where Am I Going?" - Charity - "I'm A Brass Band" - Charity and The Company - "I Love To Cry At Weddings" - Herman, Tenor Solo, Rosie, Nickie, Helene and The Company - "I'm The Bravest Individual" (Reprise) - Charity |

## Producciones en castellano
La obra fue estrenada en octubre de 2006 en Argentina. La última función del 2007 fue el día 29 de agosto.
La puesta en escena está a cargo de Larry Raven, la dirección de actores es de Enrique Federman, el director musical es Steven Freeman y la coreografía es de Gustavo Wons.
 Reparto 
- Charity - Florencia Peña
- Nickie - Griselda Siciliani
- Helene - Débora Turza
- Herman - Omar Lopardo
- Vittorio Vidal - Diego Ramos
- Ursula - Andrea Surdo
- Oscar Lindquist - Nicolás Scarpino
- Bailarina Frug - Valeria Archimó
- Manfred/Waiter - Gustavo Monje
- Daddy - Pablo Sultani
- Las coristas de Daddy - Laura Conforte, María Eugenia Fernández, Andrea Surdo
- Cuarteto - Gustavo Monje, Ángel Hernández, Héctor Hernández, Dario Petruzio
- La Compañía - Sandy Brandauer, Pastora Barrios, Laura Conforte, Gustavo Monje, Dario Petruzio, Andrea Surdo, Leandro Delpiero, María Eugenia Fernández, Victoria Galoto, Vanesa García Millán, Héctor Hernández, Ángel Hernández, Jorgelina Maglio, Juan José Marco, Martín Marín, Leonardo Tito.

La producción mexicana fue estrenada el 19 de noviembre de 2008 en México DF. La última función fue el 25 de mayo de 2009.
Dirección Arthur Marsella
Dirección musical Kristen Blodgette
Coreografía James Kelly 
 ELENCO

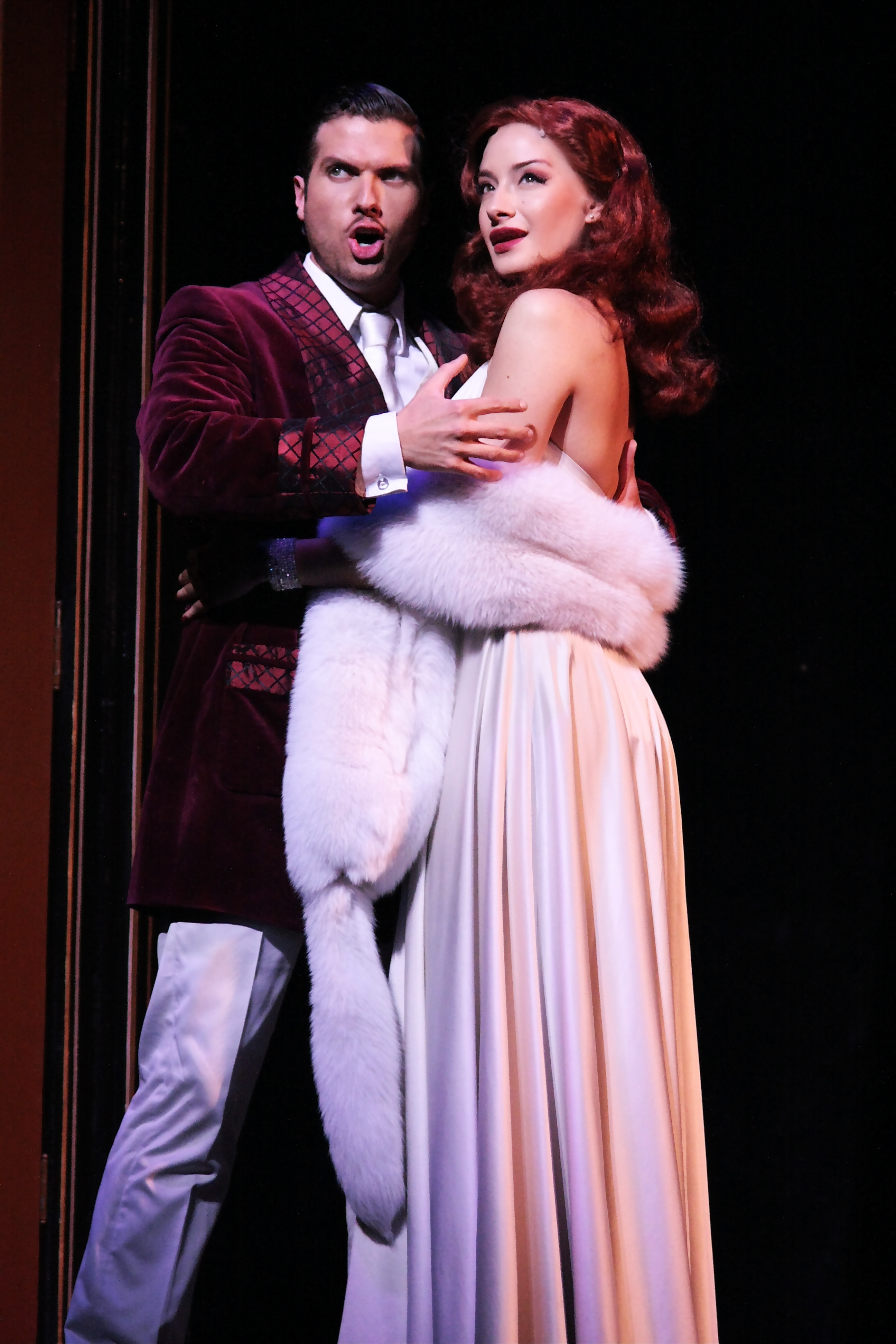
Ursula

- Caridad - Lolita Cortés e Itati Cantoral
- Nicky - Estibalitz Ruiz (Caridad u/s)
- Helena - Maria Filippini
- German - Gerardo Gonzales
- Vittorio Vidal - Mauricio Martínez
- Ursula - Cecilia de la Cueva
- Oscar Lindquist - Enrique Chi
- Manfred/Waiter - José Luis Rodríguez
- Papi - Fede Di Lorenzo
- Cantantes - Laura Cortés, Alma Cristal, Marcia Pena, Jimena Pares, Marco Anthonio, Ricardo Díaz, Arturo Echeverria.
- Bailarines - Gabriela Aldaz, Iratxe Beorlegui, Danelia Canton, Debora Díaz, Alma Escudero, Eva Padrón, Marilu Garcialuna, Carolina Laris, Karina Hernández,

Mario Alberto Frías, Oscar Hernández, Roberto Hernández, Antonio Mariscal, Raymundo Montoya, Gilberto Recoder, Pablo Rodríguez, Jacobo Toledo y Mauricio Salas.